# Olivier Occéan
Olivier Occéan, né le 23 octobre 1981 à Brossard, au Québec, est un joueur international canadien de soccer jouant à l'IF Urædd en quatrième division norvégienne. 
Évoluant au poste d'attaquant, il joue en Allemagne dans la 2. Bundesliga et dans la ligue norvégienne.

## Biographie

### Jeunesse et écoles
Occéan a joué au football dans le championnat universitaire de division II NCAA (États-Unis) pour la Southern Connecticut University  de 2000 à 2001. Il fut élu deux fois dans l'équipe All-Stars de la NCAA et finit sa carrière avec 57 buts, dont 21 comme senior et 22 en 2001.
À la suite de l'obtention de son diplôme, Occéan a été sélectionné au 26e rang du SuperDraft 2004 de la MLS par les MetroStars. Il surprit de nombreux observateurs. Issu d'une équipe très moyenne de division II, nul ne s'attendait à ce qu'il joue aussi bien. Il semblait en mesure de s'imposer au sein de l'équipe. Cependant, il fit une telle impression lors d'un match de pré-saison de la coupe Manga entre les MetroStars et l'ODD Grenland que ces derniers lui offrirent un contrat. La Major League Soccer refusant de lui faire une meilleure offre financière que le club norvégien, Occéan signa avec ODD.

### Débuts professionnels en Tippeligaen (2004-2010)
En Norvège, Occéan décroche une place de titulaire et est le meilleur marqueur de l'équipe lors de sa première saison avec 14 buts. Son équipe finit dans le milieu du classement. Le 10 décembre 2005, il signe un contrat de cinq ans avec Lillestrøm SK. Le contrat a une valeur approximative de 885 000 € auxquels s'ajoutent environ 126 000 € en bonus éventuels.

### Départ pour l'Allemagne (2010-2015)
En 2010, il signe un contrat avec les Kickers Offenbach, en D3 allemande. Après huit journées de championnat, il a marqué huit buts ce qui permet à son nouveau club de partager la première place au classement avec le Hansa Rostock. Auteur de 16 buts en 30 matchs de championnat, il est recruté la saison suivante par Greuther Fürth, en deuxième division. Il contribue largement à la promotion du club dans l'élite et signe dans la foulée à l'Eintracht Francfort. En 2013, il est prêté au FC Kaiserslautern.

## Statistiques

### Buts en sélection
| no | Date             | Sélection | Lieu                                       | Adversaire                 | Évolution du score | Minute | Résultat | Compétition                       |
| -- | ---------------- | --------- | ------------------------------------------ | -------------------------- | ------------------ | ------ | -------- | --------------------------------- |
| 1  | 9 février 2005   | ?         | Windsor Park, Belfast, Irlande du Nord     | Irlande du Nord            | 0 - 1              | ?      | 0 - 1    | Match amical                      |
| 2  | 22 août 2007     | ?         | Laugardalsvöllur, Reykjavik, Islande       | Islande                    | 1 - 1              | ?e     | 1 - 1    | Match amical                      |
| 3  | 7 octobre 2011   | ?         | Stade Beausejour, Gros Islet, Sainte-Lucie | Sainte-Lucie               | 3 - 0              | 34e    | 7 - 0    | Éliminatoires Coupe du monde 2014 |
| 4  | 7 octobre 2011   | ?         | Stade Beausejour, Gros Islet, Sainte-Lucie | Sainte-Lucie               | 5 - 0              | 51e    | 7 - 0    | Éliminatoires Coupe du monde 2014 |
| 5  | 15 novembre 2011 | ?         | BMO Field, Toronto, Canada                 | Saint-Christophe-et-Niévès | 1 - 0              | 28e    | 4 - 0    | Éliminatoires Coupe du monde 2014 |
| 6  | 8 juin 2012      | 26        | Stade Pedro Marrero, La Havane, Cuba       | Cuba                       | 0 - 1              | 55e    | 0 - 1    | Éliminatoires Coupe du monde 2014 |

## Palmarès
- Lillestrøm SK
  - Vainqueur de la Coupe de Norvège en 2007.
- SpVgg Greuther Fürth
  - Champion de 2.Bundesliga en 2012.
  - Meilleur buteur de 2.Bundesliga en 2012.